# Vittoria Baldini
Vittoria Baldini (fl. XVII secolo) è stata una tipografa italiana attiva a Ferrara tra il 1618 e il 1622.

## Biografia
Non si hanno informazioni certe sulla nascita di Vittoria Baldini. Nipote di Vittorio Baldini si trovò a gestire la tipografia del nonno rimasta in comodato d'uso alla seconda moglie Laura Volpara fino alla morte di quest'ultima nel 1622. Vittoria - probabilmente la figlia di Vittorio junior prematuramente scomparso al padre intorno al 1615 - era evidentemente ancora minorenne alla morte del nonno, poiché, nei documenti d'archivio è citata come "pupilla", e venne affidata ad un tutore che avrebbe gestito i suoi beni finché la ragazza non avesse raggiunto la maggiore età.
La condizione giuridica di Vittoria e della nonna Laura non consentiva loro di operare a proprio nome, né di esercitare appieno alcun diritto sulla tipografia che venne quindi affidata nella gestione pratica a Bartolomeo Gaetti - già lavorante di Baldini - sin dal 1618. Venuto meno il privilegio camerale con la morte di Vittorio, la stamperia cominciò a versare in notevoli difficoltà economiche fino alla cessata attività nel 1622 in seguito alla morte della Volpara. Si presume che Vittoria si sia in seguito sposata con l'erede di Francesco Suzzi (tipografo ferrarese subntrato al Baldini), recando con sé in dote la dotazione della stamperia.

## Marca tipografica

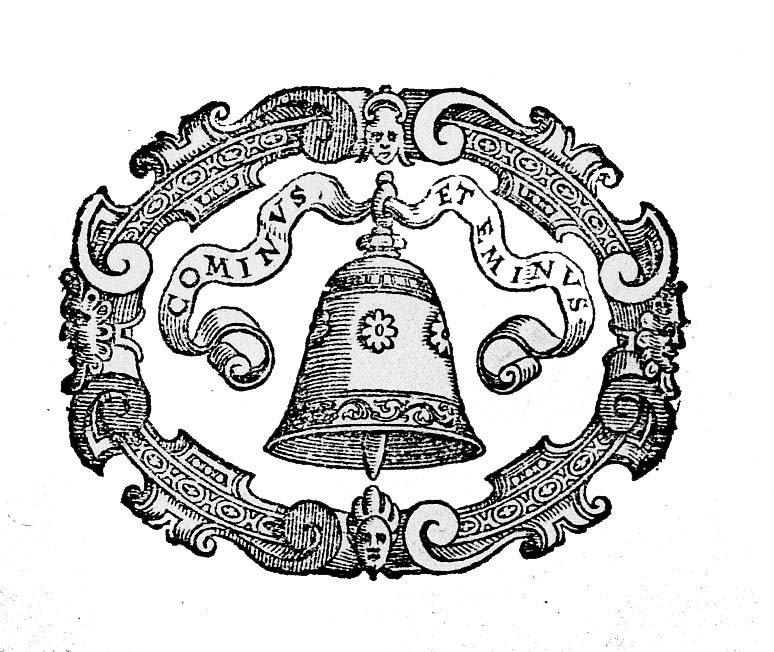
Marca tipografica utilizzata dagli eredi di Vittorio Baldini

Nel corso della loro attività, le eredi di Vittorio Baldini continuarono ad utilizzare come marca tipografica la campana corredata dal motto "Cominus et eminus".

## Edizioni stampate
Dal 1618 al 1622 vengono stampate dodici edizioni. Per quanto concerne l'apparato paratestuale, ad eccezione del manifesto del 1619, solo Moderazioni, e dichiarazioni d’alcuni capitoli dell’arte della seta non presentano né una dedica, né un avviso al lettore, mentre tutte le altre edizioni contengono una dedica in volgare o in latino. Nell'edizione del 1621 della Corona di lagrime penitenti. Oda nell’incoronatione della beata Vergine del Carmine è inoltre presente una dedica a Caterina Turchi Mosti firmata da Vittoria Baldini: questa è l’unica volta in cui l’erede Baldini esplicita chiaramente la sua implicazione nell'azienda famigliare.
Di seguito sono elencate le suddette dodici edizioni stampate dalle eredi:
1618 Ercole Piganti, In funere illustrissimi comitis Alfonsi Strozzae oratio ... (BVEE061517)
1618 Moderazioni, e dichiarazioni d’alcuni capitoli dell’arte della seta ...
1618 Baldassare Baldassari, Ragioni, con le quali si dimostra che il lapis lazuli si deue lauare ... (RLZE015915)
1619 Pierre Matthieu, Elio Seiano di Pietro Mattei historiografo del re’ cristianissimo. Tradotto dal francese, nella lingua italiana, dal Gelato Academico Humorista ... (BVEE052587) 
1619 Pierre Matthieu, Historia delle prosperità infelici d'vna femmina di Catanea Gran Siniscalca di Napoli, di Pietro Mattei, Tradotta dalla francese, nella lingua italiana, dal Gelato Academico Humorista ... (NAPE009770)
1619 Cesare Orsini, La fede epitalamio di Cesare Orsino. Nelle nozze degli illustrissimi SS. conte Cesare Estense Mosti et Catherina Turchi (UFEE010329)
1619 Editto del Sant'Officio dell'Inquisitione di Ferrara, contro quelli, che stampano, o diuulgano indulgenze false, & contra alcuni libri prohibiti, & perniciosi (PUVE021466]) 
1620 Vita del beato Francesco di Xavier della compagnia di giesu’. Raccolta da vari scrittori, e ristretta in tre libri; e data in luce ad instanza del sig. Ottauio Magnanini ...
1620 Enea Rasi, Nelle nozze degl’ill.mi & eccell.mi ss.ri Paolo, e Caterina Savelli principi di Albano canzone et in lode della casa Savella ... (BVEE104912) 
1621 Marc’Antonio Guarini, Compendio historico dell'origine, accrescimento, e prerogatiue delle Chiese, e luoghi pij della citta, e diocesi di Ferrara, e delle memorie di que' personaggi di pregio, che in esse son sepelliti: ... opera non meno curiosa che diletteuole descritta per D. Marc'Antonio Guarini ferrarese ... (FERE000146) 
1621 Federico Neri, Corona di lagrime penitenti. Oda nell’incoronatione della beata Vergine del Carmine ... (UFEE011213) 
1621 Giulio Recalchi, De similarium corporum natura, & abditis eorum facultatibus commentarij duo (VIAE021706)